# Organización de Pioneros José Martí
La Organización de Pioneros José Martí (OPJM) es la organización juvenil que agrupa a los niños y adolescentes cubanos, inculcándole a estos el interés por el estudio, el amor por la patria y los pueblos del mundo. Otra de sus misiones es desarrollar actividades deportivas, culturales y recreativas y promover cualidades morales pero sobre todo inculcar el comunismo con su consigna «Pioneros por el Comunismo, seremos como el Che».
El escultismo, como una actividad afiliada a la Organización Mundial del Movimiento Scout, dejó de practicarse en los años 1960 a partir del conflicto entre ese país y los Estados Unidos que desembocó en un régimen comunista. En cambio, sí se estimula y practica una actividad similar, por medio de las organizaciones juveniles y estudiantiles del sistema cubano -Organización de Pioneros José Martí (a través del denominado Movimiento de Pioneros Exploradores)- y la Organización de Estudiantes de la Enseñanza Media y la Federación Universitaria (por medio de los círculos de interés de montañismo, espeleología y naturalismo), como único cauce de participación para la juventud cubana.
Estos grupos se fundan en principios y valores similares a los del escultismo (a excepción de la vinculación política), con énfasis en la solidaridad y ayuda mutua entre compañeros, el fortalecimiento físico e intelectual, la modelación de rasgos de perserverancia, tenacidad y honestidad del carácter, así como el amor y la protección de la naturaleza y la convivencia armónica con esta. También lo asocian a la formación de valores patrióticos y al conocimiento de la historia, al realizar sus actividades en escenarios de la historia nacional. Uno de los ritos principales de esos grupos de jóvenes es el ascenso a las montañas más altas de Cuba, en la Sierra Maestra (oriente del país) que fueron escenarios de la última guerra de liberación nacional, como el pico Turquino, y lo hacen cada vez que terminan un ciclo de estudios. No debe obviarse que muchos de los actuales líderes cubanos fueron en su niñez y adolescencia scouts y conocen del valor educacional de muchos de los rasgos de dicho movimiento, sobre todo en su forma primigenia.[cita requerida]

## Antecedentes de la OPJM
En 1931 surgió la Liga de Pioneros de Cuba (LPC), la cual duró solamente 5 años. Luego del triunfo de la Revolución Cubana, el 4 de abril de 1961 se crea la Unión de Pioneros Rebeldes (UPR), la que luego de un año se convirtió en la Unión de Pioneros de Cuba (UPC). El movimiento pioneril cubano estaba entrando en una nueva etapa donde las bases para su masividad se estaban consolidando pues los pioneros hasta 1966 eran seleccionados para formar parte de la organización.

## Surgimiento de la OPJM
En el Tercer Congreso de la Unión de Jóvenes Comunistas en 1977 se determinó convertir a la UPC en la Organización de Pioneros José Martí, produciéndose grandes cambios en la estructura y funcionamiento de la misma.
Desde ese momento la organización agruparía a todos los niños y jóvenes desde primero hasta noveno grado. Para declararse como un verdadero pionero, se deben cumplir "cualidades" de Destacado en varios temas que son desarrollados cada mes. Los otros pioneros eligen en pionero vanguardia y consecuentemente se declara Cumplidor.

## Prioridades de la OPJM
Las prioridades de la OPJM son:
- Formar a los pioneros como futuros hombres y mujeres que continúen la obra de la Revolución.
- Desarrollar el interés por el estudio, el sentido de responsabilidad social y el amor a la patria.
- Formar en los niños hábitos de trabajo.
- Inculcar el amor a los mártires y héroes de la patria y el conocimiento por los hechos relevantes de la historia de Cuba.
- Desarrollar actividades deportivas, culturales y recreativas.
- Promover valores y cualidades morales en los niños.

## Agrupación de los pioneros
Los pioneros están ubicados por edades o grados. De primer a tercer grado son los pioneros moncadistas, de cuarto a sexto grado son primer nivel José Martí y de séptimo a noveno grado segundo nivel José Martí. El lema de esta organización es «Pioneros por el comunismo ¡Seremos como el Che!» Esta organización recluta en la edad temprana los pioneros como una forma de asegurar e inculcar el comunismo en los niños. Los pioneros deben usar distintivos o «etiquetas» para determinar su organización: moncadista o primer y segundo nivel.